# Gradac (Ružić)
Gradac es una localidad de Croacia, centro administrativo del municipio de Ružić, condado de Šibenik-Knin.

## Geografía
Se encuentra a una altitud de 305 m s. n. m. a 327 km de la capital nacional, Zagreb.

## Demografía
En el censo 2011 el total de población de la localidad fue de 317 habitantes.
| Gráfica de población de Gradac 1857-2011                            |
|                                                                     |
| Según los censos de población de la oficina estadística de Croacia. |